# Viciunai Group
Viciunai Group (лит. Vičiūnų grupė) — литовська компанія, яка займається бізнесом у сфері споживчих товарів. Глобальний виробник і постачальник різноманітних продуктів харчування, зокрема, крабових паличок Vici.
У січні 2024 року НАЗК внесло компанію до переліку міжнародних спонсорів війни. Причиною стало те, що компанія продовжила роботу на ринку Росії після російського повномасштабного вторгнення в Україну.
Литовське журналістське розслідування виявило, що Viciunai Group неодноразово експортував до Росії заборонені військові компоненти.
У квітні 2024 року в компанії заявили про плани продати бізнес у Росії.